# Encyclopedia.com
Encyclopedia.com (znana też jako HighBeam Encyclopedia) – amerykańska encyklopedia internetowa, gromadząca informacje z innych encyklopedii, słowników i prac źródłowych.

## Historia i zadania projektu
Encyclopedia.com została stworzona w marcu 1998 roku przez Infonautics, Inc. w oparciu o The Concise Columbia Electronic Encyclopedia. Celem projektu była pomoc studentom w pracach badawczych. Początkowa baza danych zawierała ponad 17 000 artykułów na niemal każdy temat. Korzystanie z zasobów encyklopedii bezpłatne. Dzięki bezpośrednim połączeniom z innymi artykułami w ramach Encyclopedia.com oraz z innymi powiązanymi stronami internetowymi, użytkownicy serwisu mają możliwość poszerzenia zakresu swoich badań. Encyclopedia.com jest również połączona z archiwami Electric Library.
W sierpniu 2001 roku doszło do fuzji Infonautics, Inc. z dostawcą usług internetowych, Tucows, Inc. W sierpniu następnego roku Tucows sprzedał Encyclopedia.com oraz własny serwis eLibrary Alacritude, LLC, nowej firmie z Chicago.  
W 2004 roku dyrektor Alacritude, Patrick Spain, uruchomił projekt HighBeam Research, Inc., do którego włączył HighBeam Research Library i Encyclopedia.com. Zadaniem HighBeam była pomoc osobom prywatnym, studentom i fachowcom  w znajdowaniu, organizowaniu i udostępnianiu wiarygodnych informacji w sieci. Źródłem informacji była baza danych, tworzona z archiwów gazet, artykułów z czasopism, magazynów i opracowań źródłowych. W 2008 roku HighBeam Research został z kolei przejęty przez Gale, będący częścią Cengage Learning, firmy dostarczającej dostosowane do indywidualnych potrzeb rozwiązania edukacyjne dla uniwersytetów, wykładowców, studentów, bibliotek, agencji rządowych, korporacji i fachowców na całym świecie. 
Obecnie (2019) Encyclopedia.com zapewnia bezpłatny dostęp do ponad 300 000 haseł referencyjnych pochodzących z wiarygodnych źródeł, takich jak Oxford University Press i Columbia Encyclopedia. Oferuje poza tym przeszło 50 000 streszczeń tematycznych.